# Население на Сейнт Винсент и Гренадини
Населението на Сейнт Винсент и Гренадини през 2019 г. е малко над 110 600 души, а естественият прираст на населението е 0,37 %.

## Възрастов състав
(2000)
- 0-14 години: 30% (мъжe 17 868 / жени 17 263)
- 15-64 години: 63% (мъжe 37 377 / жени 35 623)
- над 65 години: 7% (мъжe 3144 / жени 4186)

## Расов състав
- 66% – негри
- 19% – цветнокожи
- 6% – индийци
- 4% – бели
- 2% – кариби
- 3% – други

## Религия
- 75% – протестанти
- 13% – католици
- 12% – други

## Език
Официален език е английският.